# Pristis
Pristis – rodzaj ryb chrzęstnoszkieletowych z rodziny piłowatych (Pristidae).

## Zasięg występowania
Wody każdego typu: (północna Australia, Indo-Pacyfik, Morze Filipińskie i Morze Śródziemne).

## Morfologia
Długość ciała do 760 cm; masa ciała (największa opublikowana) do 600 kg.

## Systematyka
Rodzaj zdefiniował w 1790 roku niemiecki ichtiolog H.F. Linck w artykule poświęconym próbie klasyfikacji ryb na podstawie ich uzębienia opublikowanym w czasopiśmie Magazin für das Neueste aus der Physik und Naturgeschichte. Gatunkiem typowym jest (oznaczenie monotypowe (również absolutna tautonimia)) piła zwyczajna (P. pristis).

### Etymologia
- Prisits: gr. πριστις pristis, πριστεως pristeōs ‘ryba piła’, od πριστηρ pristēr, πριστηρος pristēros ‘pilarz, tracz’, od πριω priō ‘piłować’[11].
- Pristobatus (Pristibatis): gr. πριστις pristis, πριστεως pristeōs ‘ryba piła’, od πριστηρ pristēr, πριστηρος pristēros ‘pilarz, tracz’, od πριω priō ‘piłować’[12]; βατoς batos lub βατις batis ‘płaska ryba, zwykle stosowana w odniesieniu do płaszczki lub rai’[13]. Gatunek typowy (późniejsze oznaczenie): Pristis antiquorum Latham, 1794 (= Squalus pristis Linnaeus, 1758)[14].
- Pristes: gr. πριστηρ pristēr, πριστηρος pristēros ‘pilarz, tracz’, od πριω priō ‘piłować’[12]. Gatunek typowy (oznaczenie monotypowe): Pristis antiquorum Latham, 1794 (= Squalus pristis Linnaeus, 1758).
- Myriosteon: gr. μυριος murios ‘bardzo liczny, niezliczony’[15]; οστεον osteon ‘kość’[16]. Gatunek typowy (oznaczenie monotypowe): Myriosteon higginsii Gray, 1864 (nomen dubium).
- Pristiopsis: rodzaj Pristis Linck, 1790; gr. οψις opsis, οψεως opseōs ‘wygląd, oblicze, twarz’[17]. Gatunek typowy (oryginalne oznaczenie (również monotypowe)): Pristis perotteti Müller & Henle, 1841 (= Squalus pristis Linnaeus, 1758)..

### Podział systematyczny
Do rodzaju należą następujące występujące współcześnie gatunki:
- Pristis clavata Garman, 1906
- Pristis pectinata Latham, 1794 – piła drobnozębna[22]
- Pristis pristis (Linnaeus, 1758) – piła zwyczajna[25]
- Pristis zijsron Bleeker, 1851

Opisano również gatunki wymarłe:

- Pristis agassizi Gibbes, 1847[27] (Ameryka Północna; eocen)
- Pristis amblodon Cope, 1869[28] (Ameryka Północna; eocen)
- Pristis aquitanicus Delfortrie, 1871[29] (Europa; miocen)
- Pristis atlanticus Zbyszewski, 1947[30] (Europa; miocen)
- Pristis brachyodon Cope, 1869[28] (Ameryka Północna; eocen)
- Pristis brayi Casier, 1949[31] (Europa; eocen)
- Pristis caheni Darteville & Casier, 1959[32] (Afryka)
- Pristis crassidens Darteville & Casier, 1959[32] (Afryka)
- Pristis cudmorei Chapman, 1917[33] (Australia; trzeciorzęd)
- Pristis curvidens Leidy, 1855[34] (Ameryka Północna; neogen)
- Pristis hamatus White, 1926[35] (Afryka; eocen)
- Pristis ingens Stromer, 1905[36] (Afryka; eocen)
- Pristis lanceolatus Jonet, 1968[37] (Europa; miocen)
- Pristis lathami Galeotti, 1837[38] (Europa)
- Pristis lyceensis Vigliarolo, 1891[39] (Europa)
- Pristis malembeensis Darteville & Casier, 1943[40] (Afryka)
- Pristis olbrechtsi Darteville & Casier, 1959[32] (Afryka)
- Pristis pickeringi Case, 1981[41] (Ameryka Północna; eocen)
- Pristis praecursor Casier, 1949[42] (Europa; eocen)
- Pristis propinquidens Casier, 1949[43] (Europa; eocen)
- Pristis recurvidens Chapman & Cudmore, 1924[44]